# Crvena zvezda Belgrad
Crvena zvezda – wielosekcyjny klub sportowy z siedzibą w Belgradzie (Serbia).

## Sekcje
| Dyscyplina                      | Nazwa sekcji/klubu      | Data założenia       |
| ------------------------------- | ----------------------- | -------------------- |
| Boks                            | BK Crvena zvezda        | 1952                 |
| Boks zawodowy, MMA, Kjokušinkaj | UFK Crvena zvezda Ginis | 1997                 |
| Brydż                           | BK Crvena zvezda        | 1995                 |
| Dżudo                           | DžK Crvena zvezda       | 1955–1957, 1989      |
| Hokej na lodzie                 | HK Crvena zvezda        | 1946–1947, 1953      |
| Karate                          | KK Crvena zvezda        | 1972                 |
| Kick-boxing                     | KBK Crvena zvezda       | 1995                 |
| Kolarstwo                       | BK Crvena zvezda        | 1945–1946, 1995      |
| Koszykówka                      | ŽKK Crvena zvezda       | 1946                 |
| Koszykówka                      | KK Crvena zvezda        | 1945                 |
| Kręgle                          | KK Crvena zvezda        | 1953                 |
| Lekkoatletyka                   | AK Crvena zvezda        | 1945                 |
| Łyżwiarstwo szybkie             | KK Crvena zvezda        | 1946–1947, 1993      |
| Narciarstwo                     | SK Crvena zvezda        | 1946–1970, 1989–1993 |
| Piłka nożna                     | ŽFK Crvena zvezda       | 2011                 |
| Piłka nożna                     | FK Crvena zvezda        | 1945                 |
| Piłka ręczna                    | ŽRK Crvena zvezda       | 1995                 |
| Piłka ręczna                    | RK Crvena zvezda        | 1948                 |
| Piłka siatkowa                  | ŽOK Crvena zvezda       | 1946                 |
| Piłka siatkowa                  | OK Crvena zvezda        | 1945                 |
| Piłka wodna                     | ŽVK Crvena zvezda       | 1995                 |
| Piłka wodna                     | VK Crvena zvezda        | 1945–2008, 2010      |
| pływanie                        | PK Crvena zvezda        | 1946–1948, 1959      |
| Rugby union                     | BRK Crvena zvezda       | 2007                 |
| Strzelectwo                     | SK Crvena zvezda        | 1980                 |
| Szachy                          | ŠK Crvena zvezda        | 1945–2000            |
| Szermierka                      | MK Crvena zvezda        | 1946                 |
| Taekwondo                       | TK Crvena zvezda        | 1994                 |
| Tenis                           | TK Crvena zvezda        | 1946                 |
| Tenis stołowy                   | STK Crvena zvezda       | 1945–1951, 1980      |
| Wioślarstwo                     | VK Crvena zvezda        | 1922                 |
| Wyścigi samochodowe             | AK Crvena zvezda        | 1946–1998            |
| Zapasy                          | RK Crvena zvezda        | 1953                 |